# Bataille de Didgori
Croisade géorgienne
La bataille de Didgori a lieu le 12 août 1121 dans l'actuelle Géorgie. C'est un affrontement majeur de la « croisade géorgienne » entre le royaume de Géorgie et la dynastie turque des Seldjoukides. L'armée géorgienne du roi David IV est composée de 40 000 soldats géorgiens, 15.000 Kiptchaks, 500 danois et 100 Croisés « ifranj ». Selon le chroniqueur arabe Ali ibn al-athir.
David IV a fait preuve d'une très grande stratégie militaire, en effet, avant la bataille, David envoya les 200 meilleurs soldats de son armée dans le campement des seldjoukides qui feignit d'être renégats, ils se sont ensuite battus jusqu'à la mort s'ensuivent créant un deuxième champ de bataille au sein meme du camp seldjoukide. En même temps, la principale force géorgienne, dirigée par David et son fils Démétrius, ont attaqué le flanc des Seldjoukides, (d'après des historiens, ça n'était pas rare de voir sur le champ de bataille des soldats géorgiens combattre seule contre plus de cinq à sept soldats seldjoukides) . En trois heures de bataille les troupes seldjoukides étaient complètement débordées et contraintes de fuir, mais les soldats de David IV ont pourchassé les envahisseurs approximativement jusqu'aux frontières actuelles de la Géorgie.
Après cette grande victoire, David se déplace et anéantit toutes les poches de résistances islamique sur son passage. L'année suivante, en 1122, il envahit l'Emirat de Tbilissi, de sorte que la ville devient pour toujours une grande capital du Royaume de Géorgie.
Avec 100 000 à 200 000 morts, elle détiendrait le record de morts à cette date, jusqu'à la bataille de Bagdad (1258), qui fut, elle, de 140 000  à   250 000 morts.